# Kerretta
Kerretta ist eine neuseeländische Rockband aus Auckland. Die Bandmitglieder sind der Bassist William Waters, der Schlagzeuger H. Walker und der Gitarrist David Holmes.

## Geschichte
Kerretta wurde Mitte 2005 gegründet, bestehend aus den Mitgliedern Avotor (H. Walker), Meterman (William Waters) und David Holmes, der als Produzent von Bands wie Jakob und An Emerald City tätig war. Die erste Veröffentlichung, die Single Death in the Future/Wisnierska, erschien im Dezember 2007 auf Midium Records.
Zu Beginn des Jahres 2008 wurde die EP Antient mit dem Produzenten Dale Cotton aufgenommen. Zeitgleich waren Kerreta Vorgruppe von Bands wie The Breeders und … And You Will Know Us by the Trail of Dead und wurden auf Festivals wie Big Day Out eingeladen. 2009 erschien das selbstproduzierte Debüt-Album Vilayer bei dem deutschen Musik-Label Golden Antenna. Es folgte eine Nominierung für den Taite Music Prize 2010, dem neuseeländischen Äquivalent des britischen Mercury Prize, und eine Tour mit der japanischen Postrock-Band Mono. 2010 tourten Kerretta durch Nordamerika mit einem Auftritt beim South by Southwest Festival in Austin, Texas.
2011 erschien das zweite Album Saansilo über Golden Antenna Records. Es schloss sich eine Europa-Tour im Winter 2012 an. Im Fühling 2013 waren Kerretta abermals auf Europa-Tour. Im August 2014 veröffentlichte die Band ihr drittes Album Pirohia. Im Dezember 2018 folgte der vierte Langspieler Exiscens.

## Stil
Der Musikstil der Band wird mit dem der Bands Mogwai und Russian Circles verglichen. Oft wird Kerretta dem Musikgenre Post-Rock zugeordnet. Wie viele Bands dieses Genres verzichtet Kerretta auf Gesang.

## Diskografie

### Alben
- 2009: Vilayer (Golden Antenna Records)
- 2011: Saansilo (Golden Antenna Records)
- 2014: Pirohia (Golden Antenna Records)
- 2018: Exiscens (Golden Antenna Records)

### EPs
- 2008: Antient (Midium Records)